# Tian’anmen-Massaker

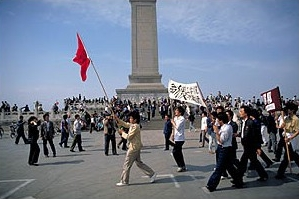
Proteste am Tian’anmen-Platz 1989

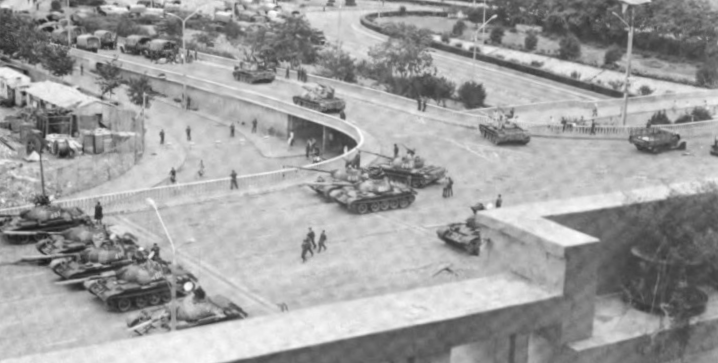
Panzer der Volksbefreiungsarmee in Peking 1989

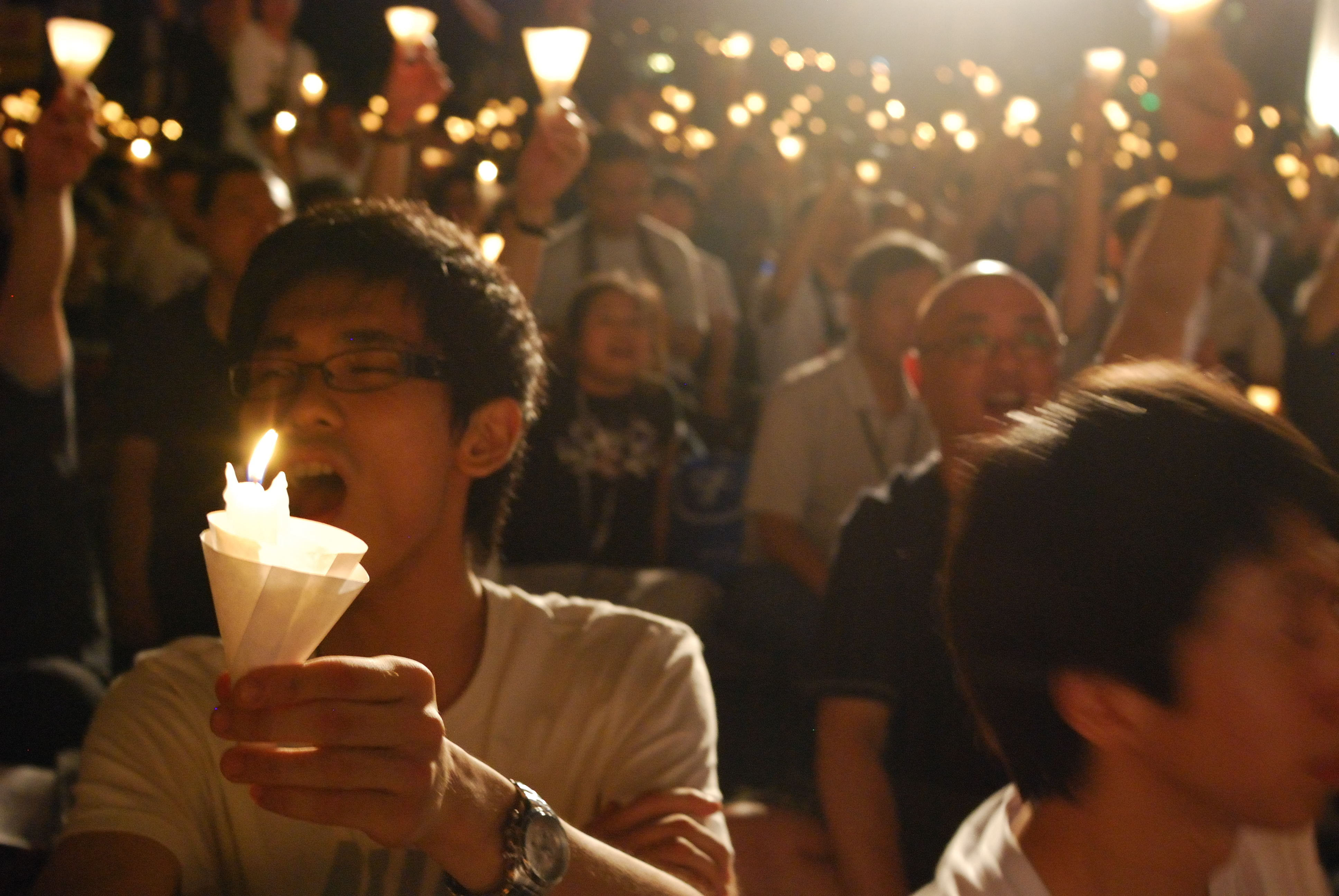
Gedenkfeier 2009 in Hongkong

Tian’anmen-Massaker ist die verbreitete Bezeichnung der gewaltsamen Niederschlagung einer Protestbewegung, bei der der Tian’anmen-Platz (chinesisch 天安門廣場 / 天安门广场, Pinyin Tiān’ānmén Guǎngchǎng; deutsch „Platz am Tor des Himmlischen Friedens“) in Peking durch eine ursprünglich studentische Demokratiebewegung besetzt wurde. Im chinesischen Sprachraum wird die Bezeichnung „Zwischenfall vom 4. Juni“ (chinesisch 六四事件, Pinyin liùsì shìjiàn), kurz „4. Juni“ (chinesisch 六四, Pinyin liùsì), verwendet.
Am 3. und 4. Juni 1989 schlug das chinesische Militär gewaltsam die Proteste der Bevölkerung im Zentrum Pekings nieder. Auf dem Platz selbst starben dabei keine Menschen, vielmehr wurde er nach Verhandlungen zwischen Militär und den Studenten vor der Drohkulisse aufgefahrener Panzer geräumt.
In anderen Teilen der Stadt verloren nach Angaben von Amnesty International zwischen mehreren hundert und mehreren tausend Menschen ihr Leben. Presseberichte, die sich auf Quellen im chinesischen Roten Kreuz beriefen, nannten 2600 Tote auf Seiten der Aufständischen und des Militärs und rund 7000 Verletzte im Laufe der Woche in ganz Peking.
Die chinesische Bewegung war von den Reformbestrebungen in der Sowjetunion sowie in Polen und in Ungarn inspiriert. Aufgrund der Besetzung des Platzes hatte die Regierung zuvor den sowjetischen Präsidenten Gorbatschow nicht auf dem Platz empfangen können, die Studenten sahen in Gorbatschow einen Hoffnungsträger. Die wegen des Staatsbesuchs Gorbatschows zahlreich anwesende internationale Presse machte die chinesische Demokratiebewegung und ihre Forderungen weltweit bekannt. Während in der Sowjetunion und in Osteuropa eine weitgehend friedliche Reform gelang, scheiterte dieser Versuch in China. Durch die arabischen Proteste inspiriert, wurde unter dem Namen „Jasminrevolution“ (chinesisch 茉莉花革命, Pinyin mòlihuā gémìng) erst im Februar 2011 wieder zu öffentlichen Protesten aufgerufen.
Das Tian’anmen-Massaker war ein Wendepunkt in der Geschichte der Volksrepublik China. Nach dem Massaker wurden das Programm „Reformen und Öffnung“ eingestellt und die politischen Reformen seit 1986 aufgegeben, die von Deng Xiaoping (angeführt von Zhao Ziyang) eingeleitet worden waren. China wurde von den westlichen Ländern mit erheblicher Kritik und Sanktionen konfrontiert. 1992 nahm Dengs Südtour die wirtschaftliche „Reform und Öffnung“ wieder auf.

## Hintergrund
Die post-kulturrevolutionären 1980er Jahre waren durch eine deutliche Lockerung der rigiden Herrschaft der Kommunistischen Partei Chinas (KPCh) geprägt und hatten bei Demokratieaktivisten die Hoffnung auf weitergehende politische Veränderungen geweckt. Der Rahmen war der erneute Aufstieg von Deng Xiaoping und die durch ihn ermöglichten Reformen in Richtung einer wirtschaftlichen Lockerung. Maßgebliches Vorbild der Bewegung war die Mauer der Demokratie von 1978. Die Schriften Wei Jingshengs und Fang Lizhis fanden bei Studenten großen Anklang und die Forderungen nach weitergehender Öffnung der Gesellschaft und Demokratie als einer – in Anspielung auf die Vier Modernisierungen – „Fünften Modernisierung“ wurden auf die Straße getragen. Die politischen Reformen wurden 1986 von Deng Xiaoping wieder aufgenommen und von Zhao Ziyang geleitet. Im Dezember 1986 gab es zuerst in Hefei (5. und 12.) und dann in Shanghai (20.) Demonstrationen mit bis zu 70.000 Personen, die gegen die einseitige Besetzung der Volkskongresse durch die KPCh protestierten. Bis in den Januar 1987 kam es in den Universitätsstädten immer wieder zu Protesten. Die behördliche Reaktion bestand in Demonstrationsverboten, Nachrichtensperren und Verfolgung der Wortführer der Demokratiebewegung. Hu Yaobang, der zu dieser Zeit Generalsekretär der KPCh war, musste Anfang 1987 zurücktreten, weil er den Protesten der Studenten sanft und sympathisch gegenüberstand.
Zugleich zeigte die wirtschaftliche Liberalisierung ihre Auswirkungen. Die vorher extrem egalitäre Gesellschaft teilte sich in Gewinner und Verlierer der Reformen. Arbeitsplatzgarantien wurden abgeschafft, was eine Welle der Entlassungen zur Folge hatte. Für die Reformverlierer wirkten sich Preissteigerungen von Grundnahrungsmitteln von 20 Prozent bis 26 Prozent (Ende 1988) direkt existenziell aus. Die bisherige Politik der Eisernen Reisschüssel stand zur Disposition. Dagegen war offensichtlich, dass viele Manager und Parteiführer sich verstärkt über Korruption und Amtsmissbrauch bereicherten. In diesem Zusammenhang wurden auch Vorwürfe der Vetternwirtschaft erhoben, da sich entgegen den Prinzipien der KP ein großer Teil der Führungsgenerationen in der Volksrepublik China aus Kindern und Familienangehörigen der Führung zusammensetzte.
Der wirtschaftlichen Liberalisierung stand eine weiterhin repressive Haltung des Staates bezüglich sozialer Menschenrechte und das ungebrochene Monopol der KPCh über die Politik gegenüber.

## Die Entwicklung

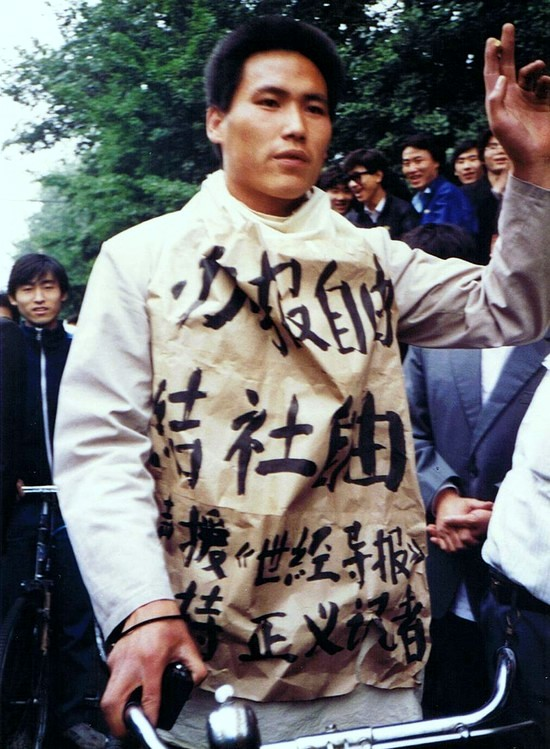
Ein Demonstrant fordert 1989 Meinungsfreiheit

### Auslöser
Der Tod Hu Yaobangs am 15. April 1989 wurde als Anlass für öffentliche Demonstration von Trauer für ein respektiertes Parteimitglied genommen, die die Regierung schlecht unterbinden konnte. Wie bereits 1976 beim auf den Tod Zhou Enlais folgenden Tian’anmen-Zwischenfall konnte damit auch Kritik an der vorherrschenden politischen Linie zum Ausdruck gebracht werden. Hu Yaobang war nach den Demonstrationen im Winter 1986/87 zum parteiinternen Sündenbock für diese Ereignisse gemacht, seiner Parteiämter entledigt und zur Selbstkritik genötigt worden. Am 17. April marschierten tausende Pekinger Studenten zum Tian’anmen-Platz und veranstalteten am Denkmal für die Helden des Volkes eine Kundgebung, bei der Hu betrauert und damit erst implizit und dann auch explizit die Forderungen von 1986/87 wieder aufgenommen wurden. Diese regimekritische Trauerstimmung griff bald auf andere Städte wie zum Beispiel Shanghai über, wo ähnliche Veranstaltungen organisiert wurden.

### Anwachsen und Organisation der Bewegung
Am 18. April fanden Sit-ins und Kundgebungen auf dem Tian’anmen-Platz, vor der Parteizentrale und den Residenzen der Staats- und Parteiführung in Zhongnanhai statt. Täglich kam es zu Demonstrationen von mehreren 10.000 Studenten mit einem ersten Höhepunkt am 22. April, dem Tag der offiziellen Trauerfeier für Hu Yaobang. Die für die Morgenstunden angeordnete Sperrung des Tian’anmen-Platzes wurde von den Studenten vorausgesehen und dieser bereits ab Mitternacht von den Demonstranten besetzt. Die offizielle Trauerveranstaltung musste vor dem Hintergrund einer mächtigen Studentendemonstration stattfinden. In dieser Zeit organisierte sich die Studentenschaft in einem unabhängigen provisorischen Studentenverband und wählte sich am 23. April Wu’er Kaixi (吾爾開希 / 吾尔开希, Student in Bildungsorganisation), Wang Dan (王丹, Geschichtsstudent) und Chai Ling (柴玲, Psychologiestudentin) zu Anführern. Am nächsten Tag beschlossen die Studenten einen Massenboykott der Vorlesungen, um sich stärker Gehör zu verschaffen, und forderten den Rücktritt des Ministerpräsidenten Li Peng. Diese Forderungen lösten harsche Verurteilungen der Studentenbewegung durch die Führung um Deng Xiaoping aus, die am 26. April in der Volkszeitung veröffentlicht wurden. Die Versuche, die Lage polizeilich in den Griff zu bekommen, wurden verstärkt.
Die Forderungen der Protestbewegung waren „vielfältig, manchmal ungezielt und oft naiv“. Einig waren sie sich im Kampf gegen Korruption und Inflation, im Laufe der Zeit gewann auch die Forderung nach Meinungs- und Pressefreiheit an Unterstützung sowie nach dem Recht, unabhängige Organisationen gründen zu können. Den studentischen Initiatoren schlossen sich schnell breite Bevölkerungsschichten an.
Bis zum 4. Mai, dem auch für die KPCh historisch bedeutenden Jahrestag der Volksbewegung von 1919, wuchsen die fast täglichen Demonstrationen auf Versammlungen von über 100.000 Menschen an. Obwohl die Demonstrationszüge auch mehrfach Polizeiabsperrungen durchbrachen (27. April), kam es in dieser Phase zu keinen größeren gewalttätigen Zwischenfällen.

### Hungerstreik und Besetzung des Platzes
Am 12. Mai beschloss die Pekinger Studentenschaft vor allem auf Betreiben von Chai Ling, einen Hungerstreik zu beginnen, wenn die Regierung nicht in einen offenen Dialog mit ihr einträte. Am 13. Mai zogen die Studenten erneut auf den Tian’anmen-Platz und die ersten 400 von ihnen traten dort in einen öffentlichen Hungerstreik. Damit begann die dauerhafte Besetzung des Platzes. An einem der Fahnenmasten wurde ein Stück Tuch mit der Aufschrift „Hungerstreik“ (chinesisch 绝食, Pinyin juéshí) gehisst und in einer Pressekonferenz die Position der Studenten den Auslandskorrespondenten offen dargestellt. Diese waren wegen des am 15. Mai anstehenden Staatsbesuchs von Michail Gorbatschow besonders zahlreich in Peking vertreten. Das mit großem Pomp geplante Gipfeltreffen stand nun im Schatten der Studentenproteste, und schließlich musste der Staatsgast durch einen Seiteneingang die Große Halle des Volkes betreten. Die Demonstranten feierten derweil auf dem Platz den sowjetischen Reformer auf ihren Plakaten.
Schnell entstand rund um das zentrale Denkmal für die Helden des Volkes eine provisorische Zeltstadt mit Sanitätsstation, Versorgungsstation, Ordnern und einer eigenen Medieninfrastruktur (zum Beispiel einer Siebdruckerei). Die selbstorganisierten Strukturen stießen mit der wachsenden Zahl von Protestierenden an ihre Grenzen. Am 17. Mai befanden sich schätzungsweise eine Million Menschen auf dem Platz, womit die Trinkwasser-Versorgung und die Entsorgung von Fäkalien zu deutlichen Problemen wurden. Noch glich die Versammlung aber auch einem großen Fest für die Freiheit. Chinesische Rockmusiker wie Cui Jian, Hou Dejian (侯德健) und He Yong (何勇), die schon zuvor der Untergrundkultur zugerechnet wurden, traten auf dem Platz auf.
Am 18. Mai fand eine im chinesischen Fernsehen übertragene Debatte zwischen Li Peng und weiteren Parteiführern und Studentenführern wie Wang Dan und Wu’er Kaixi statt. Die Studenten waren vom Hungerstreik geschwächt und wurden während des Gesprächs künstlich ernährt. Da die Gespräche zuvor von der Regierung unter Verweis auf die fehlende Augenhöhe abgelehnt worden waren, signalisierte Wu’er Kaixi dem Ministerpräsidenten durch lässiges Unterlassen üblicher Höflichkeiten Augenhöhe. Er forderte im Namen der Studentenbewegung: Widerruf der Verurteilung der Studentenbewegung im Leitartikel vom 26. April, Anerkennung des autonomen Studentenverbandes und Aufnahme von Verhandlungen.

### Unabhängige Gewerkschaften und Unterstützer in den Wissenschaften
Schon seit Anfang Mai waren Arbeiter verschiedener Betriebe in Peking zu den Studenten gestoßen. Im Laufe des Monats kamen auch Einwohner von Peking ohne organisatorische Einbindung hinzu. Arbeiter besetzten Betriebe und nahmen an den täglichen Treffen der Protest-Koordinatoren teil, sie bezeichneten sich selbst als „ganz normale Bürger“ – lǎobǎixìng (老百姓), etwa vergleichbar mit „Otto Normalverbraucher“. Am 20. Mai verwendeten sie erstmals den Namen Beijing Workers Autonomous Federation (BWAF) und am 25. Mai hielten die Arbeitervertreter Wahlen ab und schufen eine formale Organisation, die sich am 28. Mai eine Satzung als unabhängige und demokratische Gewerkschaft gab. Sie sahen ihre Rolle in der Durchsetzung der Rechte ihrer Mitglieder und der Eindämmung der Macht der KPCh. Sie bauten eine Zeltstadt am nordwestlichen Rand des Tian’anmen-Platzes auf, abseits des Lagers der Studenten. Dort sammelten sich ab Ende Mai hunderte Arbeiter, die zum Teil aus der Ferne angereist kamen. Als Leiter trat Han Dongfang auf, ein Elektriker des staatlichen Eisenbahnunternehmens. Ähnliche Arbeitsorganisationen entstanden in weiteren Städten wie die bereits am 17. Mai erstmals aufgetretene Shanghai Workers Autonomous Federation.
Die Unruhen reichten bis in die größten und bedeutendsten Betriebe. Capitol Iron and Steel, ein Stahlwerk mit diversen zugehörigen metallverarbeitenden Betrieben, war einer der größten Arbeitgeber in Peking. 200.000 Mitarbeiter produzierten 3 Millionen Tonnen Stahl pro Jahr. Am 26. Mai wies die Staatspresse Gerüchte über Streiks und die Ausrufung des Ausnahmezustands auf dem Werksgelände zurück, was als Bestätigung von Unruhen verstanden wird.
Auch einige der neuen Unternehmer Chinas stellten sich auf die Seite der Studenten. Wan Runnan, der Gründer eines Elektronik-Unternehmens, unterstützte die Studenten mit Kommunikationstechnik sowie Druck- und Kopiergeräten. Die Unternehmer protestierten vor allem gegen die Korruption der staatlichen Verwaltung. Auch Wirtschaftswissenschaftler des Beijing Social and Economic Sciences Research Institutes (SERI) schlossen sich den Protesten an. Das SERI war ein Think Tank, der 1987 von Angehörigen mehrerer Universitäten gegründet worden war, die zum Teil bereits an der Mauer der Demokratie im Jahre 1978 aktiv waren. Es gab die Zeitung Economics Weekly heraus, die kontinuierlich über soziale, politische und wirtschaftliche Probleme berichtete und die Reformbewegung unterstützte.
Für die Verbreitung der Proteste war entscheidend, dass nahezu alle chinesischen Medien über die Aktivitäten ausführlich und prominent berichteten und Anweisungen der Partei zurückwiesen, die Proteste zu ignorieren.

### Richtungskampf innerhalb der Kommunistischen Partei

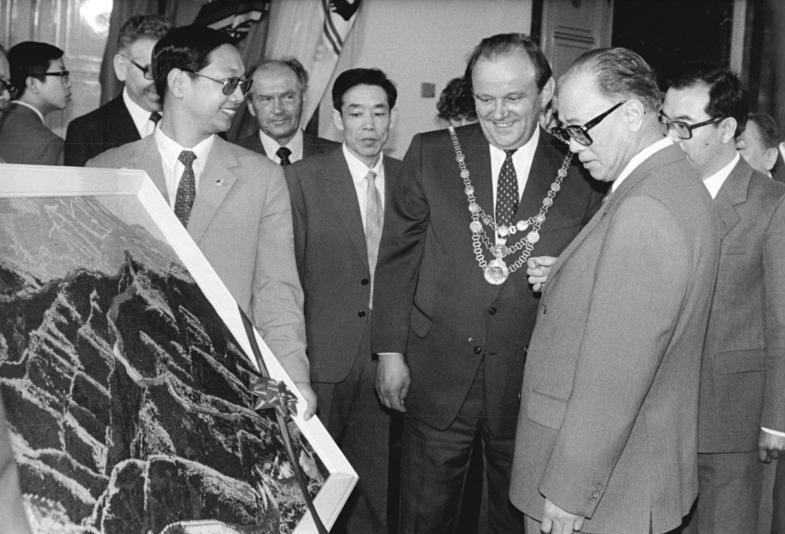
Zhao Ziyang in Ost-Berlin, 1987

Schon vor den Studentendemonstrationen, die im April begonnen hatten, war der Parteichef Zhao Ziyang innerhalb der Partei in die Kritik geraten. Funktionäre um den KP-Patriarchen Deng Xiaoping klagten, Zhao gehe mit seinen Wirtschaftsreformen zu weit, und verwiesen auf die massiven Preissteigerungen durch die Preisfreigaben. Auch lasse er zu viele westliche Gedanken nach China eindringen. Deshalb begannen sie eine Kampagne gegen „bürgerliche Liberalisierung“.
Zhao hielt die Studentenproteste zu Beginn für weitgehend harmlos, da sie nur gegen „Fehler“ der Partei gerichtet und konstruktiv seien. Er schrieb in seinen Memoiren: „Ich dachte, wenn die Studentendemonstrationen gemäß der Prinzipien von Demokratie und Gesetz, mit Dialog und Entspannung gelöst werden könnten, würde dies Chinas Reform stärken, einschließlich einer politischen Reform.“
Ministerpräsident Li Peng und Parteipatriarch Deng Xiaoping sahen die Sache anders und forderten ein entschlossenes Vorgehen. Insbesondere Deng sah in den Protesten eine Gefahr für die Stabilität Chinas und verwies darauf, dass sich inzwischen in ganz Peking Arbeiter den Protesten angeschlossen hätten. Schon am 26. April schrieb er im Leitartikel der Renmin Ribao, dass die Proteste eine „geplante Verschwörung zum Umsturz der Regierung“ wären. Vor allem die Gründung von unabhängigen Gewerkschaften ließ Parallelen zu den Entwicklungen in Polen 1980/81 um die Solidarność aufkommen. Nachdem sich die Studentenproteste hinzogen und Zhao massiv vorgeworfen wurde, dass seine weiche Art, den Streit beizulegen, versagt hätte, bat Zhao Mitte Mai Deng Xiaoping zu einem Gespräch. Als Zhao am 18. Mai jedoch Dengs Privathaus betrat, musste er feststellen, dass neben Deng das gesamte Politbüro und einige andere Parteigrößen anwesend waren. Gegen Zhaos Willen wurde auf Vorschlag Dengs bestimmt, das Militärrecht auszurufen. Es wird bezweifelt, ob die Ausrufung des Militärrechts verfassungskonform war. Er wird zitiert mit dem Satz „Zweihundert Tote können China zwanzig Jahre Frieden bringen.“ Im Anschluss daran erklärte Ministerpräsident Li Peng in einer Sondersendung des Fernsehens die Entschlossenheit der Regierung, „dem Aufruhr ein schnelles Ende zu bereiten, die Führung der KPCh zu verteidigen und das sozialistische System zu schützen“. Für den kommenden 20. Mai wurde der Beginn des Ausnahmezustands für Peking erklärt. Tatsächlich standen rund um Peking bereits Truppen der Volksbefreiungsarmee bereit, um den Ausnahmezustand durchzusetzen. Tags darauf wurde Zhao von Deng ausgegrenzt und entmachtet.

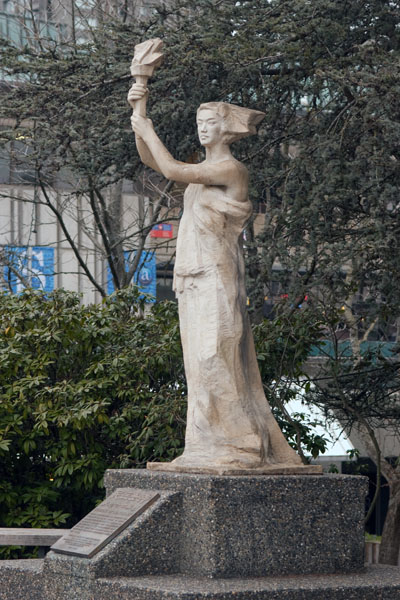
Replik der Göttin der Demokratie in Vancouver, Kanada

### Ende der Demonstrationen
An diesem 19. Mai begab sich Zhao Ziyang, Generalsekretär der KPCh und bei den Studenten als Vertreter der liberalen Fraktion beliebt, noch auf den Platz, um die Studenten zu bitten, den Hungerstreik einzustellen und den Platz zu räumen, aber die Studenten weigerten sich. Es war Zhaos letzter Auftritt in der Öffentlichkeit. Zhao wurde seiner Ämter enthoben und unter Hausarrest gestellt.
Alarmiert durch die Ansprache Li Pengs und die Berichte der Fliegenden Tiger, einer selbstorganisierten Meldereinheit aus Rockern und Kleinunternehmern, die Motorräder besaßen, begab sich die Pekinger Bevölkerung am Abend des 19. Mai auf die Straßen, um das Vorrücken der Armee aus den Vororten zu verhindern. Barrikaden und die versammelten Menschenmengen stoppten Einheiten der Armee, die vorerst unbewaffnet waren. Armeelastwagen wurden lahmgelegt, indem die Reifen durchstochen und Verteilerkappen herausgerissen wurden. In den kommenden Tagen wurden weitere Versuche von Truppen blockiert, zum Tian’anmen-Platz vorzudringen.
Am 20. Mai wurden der Auslandspresse die direkten Satellitenverbindungen gekappt und ihre Aufgabe mit der Abreise Gorbatschows für beendet erklärt.
Die Führung der Studentenschaft war zu diesem Zeitpunkt uneins, ob sie sich mit diesen Demütigungen der Staatsführung zufriedengeben wollten – dies auch angesichts der immer realer werdenden Gefahr staatlicher Gewaltanwendung – oder weiter auf dem Platz ausharren sollten bis zur vollständigen Anerkennung ihrer Forderungen. Für eine Räumung sprachen auch der zunehmende Wunsch vieler Studenten, zu einem normalen Leben zurückzukehren, und die zunehmend unhaltbaren hygienischen Verhältnisse auf dem Platz. Dagegen stand der Durchhaltewille erst später zugereister Studenten und die Befürchtung, ohne die Öffentlichkeit des Platzes staatlicher Repression ausgesetzt zu sein. Diese Spaltungen lähmten zu einem wichtigen Zeitpunkt die Entscheidungsfähigkeit der Studentenschaft und sollten fatale Folgen haben. Insgesamt radikalisierte sich die Stimmung unter den Protestierenden.
Am 30. Mai fand eine von der Fraktion der Abzugswilligen als Abschlusskundgebung geplante Veranstaltung statt, auf der eine Statue der Göttin der Demokratie nach dem Vorbild der Freiheitsstatue gegenüber dem Mao-Porträt über dem Eingang zur Verbotenen Stadt – dem Tor des Himmlischen Friedens – aufgestellt wurde. Das zehn Meter hohe Standbild aus Polystyrol und Gips war von Studenten der Zentralen Kunstakademie gebaut worden. Die Mehrzahl der Studenten blieb weiterhin auf dem Platz.

### Niederschlagung
Ab der Nacht vom 2. auf den 3. Juni unternahmen Armee und Polizei erneute Versuche, den Platz zu besetzen. Die vorrückenden Einheiten blieben wieder in den sich versammelnden Menschenmassen stecken. Die Straßen wurden von „ganz normalen Pekinger Bürgern“ kontrolliert. In abgefangenen Lastwagen wurden Schnellfeuerwaffen, Helme und Uniformen gefunden. Jedoch wurde seitens der Demonstranten keine dieser Waffen eingesetzt und die Konfrontation der Pekinger Bürger mit der Armee blieb friedlich. Über Lautsprecher und den Rundfunk verbreitete die Regierung dagegen zusehends schärfere Warnungen. Angesichts der Drohungen der Regierung zogen die Abzugswilligen vom Platz ab, da sie sich nicht mit Gewalt vertreiben lassen wollten.
Am Abend des 3. Juni bewegten sich Soldaten in voller Ausrüstung mit Schützenpanzern aus mehreren Richtungen auf die Innenstadt zu. Gegen 21:00 Uhr stießen diese Einheiten auf der dritten Ringstraße in der Nähe der U-Bahn-Station Gongzhufen auf eine Barrikade, von der aus sie mit Steinen beworfen wurden. Das Militär schoss mit scharfer Munition auf die Menge, wobei mehrere Personen getötet oder verletzt wurden. Zwei bewaffnete Soldaten, die von den Lastwagen abgesprungen waren, wurden daraufhin von der erzürnten Menge gelyncht.
Die vorrückenden Kolonnen stießen vorwiegend im Westen der Stadt auf entschiedenen Widerstand und brennende Barrikaden, und mit fortschreitender Konfrontation wurde der Schusswaffeneinsatz gegen die Menge immer rücksichtsloser. Unbeteiligte wurden nun ebenso beschossen wie Personen, die versuchten, Verletzte zu bergen. Die zunehmende Gewalt gegen die Zivilbevölkerung führte zu einer allgemeinen Eskalation, in der auch mehrere Soldaten entweder mit bloßen Händen getötet wurden oder durch Molotowcocktails und andere improvisierte Waffen ums Leben kamen.
Gegen 00:00 Uhr trafen die ersten Soldaten am Tian’anmen-Platz ein, der jetzt nur noch von etwa 5000 Studenten besetzt war. Um 1:00 Uhr rollten Transportpanzer von Norden an den Platz. Die ersten wurden von Aufständischen mit Molotowcocktails angegriffen, wobei auch die Zeltstadt der BWAF in Brand geriet. Die Panzer und LKW zogen sich etwas zurück; bis 3:00 Uhr morgens hielt die Armee den Platz umzingelt und bereitete sich auf die Räumung vor. Unter den Demonstranten hatte inzwischen Hou Dejian, ein in China populärer Sänger und Komponist, eine führende Position übernommen und war mit dem Kommandanten der Truppen, Ji Xingguo, in Verhandlungen eingetreten, um einen freien Abzug zu erreichen. Dieser wurde ihnen zugestanden. Hou Dejian verkündete den Demonstranten, dass sie bis 7:00 Uhr morgens den Platz über die Süd-Ost-Ecke verlassen sollten. Wer danach noch auf dem Platz wäre, würde von den Militärs niedergewalzt und erschossen. Es dauerte noch bis 5:00 Uhr morgens, die eine Räumung ablehnenden Hungerstreikenden zu überzeugen, den Platz zu verlassen. Auf dem Tian’anmen-Platz selbst wurden im Gegensatz zu anderen Stadtteilen keine Gewalttaten verübt.
Die Gewalt in der Stadt setzte sich am 5. Juni fort, obwohl der Widerstand bereits im Wesentlichen gebrochen war. Bei mehreren Konfrontationen zwischen Militär und Menschenmenge wurden Schusswaffen eingesetzt. Ebenso gab es Überfälle auf Soldaten. An diesem Tag stellte sich ein später nur als Tank Man bezeichneter junger Mann mit zwei Einkaufstüten in den Händen einer Kolonne Panzer in den Weg, wodurch er sie kurzzeitig aufhielt. Die Szene wurde unter anderem von Charlie Cole fotografiert, der dafür 1989 den World Press Photo Award erhielt.

## Opferzahlen
Die geschätzten Opferzahlen gehen sehr weit auseinander. In einem offiziellen Bericht der Volksbefreiungsarmee ist von insgesamt über 200 toten Soldaten und Zivilisten die Rede, darunter 36 Studenten, mehr als 3000 Menschen seien verletzt worden. Auf das chinesische Rote Kreuz gehen mehrere Zahlen zurück: United Press International meldete am 5. Juni unter Berufung auf eine Quelle beim Roten Kreuz die Zahl der Toten mit mehreren Tausend, die japanische Presseagentur Kyodo News hatte bereits am Vortag gemeldet, dass ein ungenannter Sprecher des Roten Kreuzes die Zahl der Toten mit 2600 angab.
Amnesty international (AI) führte rund ein Jahr später in einem Dokument verschiedene Berichte zusammen, in denen zwischen mehrere hundert bis mehrere tausend Tote gemeldet wurden. Die Autoren von AI kommen zu dem Schluss, dass die Atmosphäre des Terrors nach der Niederschlagung durch das Militär es unmöglich gemacht habe, exakte Zahlen zu erheben. Die offizielle Zahl von nur 200 toten Zivilisten erscheine als grobe Unterbewertung.

## Repression und Folgen in China
An die Niederschlagung der Proteste schloss sich eine Welle der Repressionen seitens der Staatsführung an. Für die Staatsführung waren die Studenten nie das eigentliche Problem gewesen. Deng Xiaoping schrieb schon am 16. April in der Parteizeitung Renmin Ribao: „Emotional erregte junge Studenten“ waren irregeleitet durch „fremde Elemente“ mit „weitergehenden Motiven“. Die Partei sah die Notwendigkeit, eine koordinierte Konterrevolution vorzuzeigen, die von Hintermännern organisiert und geleitet wurde, die Verbindungen zum Westen hatten. Die Beijing Workers Autonomous Federation und die anderen Gewerkschaftsbewegungen wurden als besonders bedrohlich eingestuft. Die Erinnerung an die Erfahrungen in Polen mit der unabhängigen Gewerkschaft Solidarność Anfang der 1980er Jahre wirkte fort. Als vermeintliche Organisatoren hinter den Protesten, die nach dem serbischen Geheimbund so genannten „schwarzen Hände“, wurden auch Wissenschaftler des Beijing Social and Economic Sciences Research Institutes eingestuft. Am 13. Juni wurde eine Liste mit den 21 meistgesuchten Aktivisten der Studentenbewegung veröffentlicht. Weiterhin wurden Arbeiter, die sich an den Protesten beteiligt hatten, wie auch kritische Intellektuelle verhaftet und in wenig rechtsstaatlichen Prozessen zu langen Haftstrafen oder auch der Todesstrafe verurteilt.
Im Zusammenhang mit dem Tian’anmen-Massaker wurden 49 Hinrichtungen öffentlich bekannt gegeben. Diese betrafen vorwiegend Arbeiter und Intellektuelle, jedoch keinen Studenten. Einige der bekanntesten Führer der Demokratiebewegung und insgesamt etwa 400 Personen konnten mit Hilfe von Unterstützern in Hongkong und der grenzüberschreitenden Unterwelt in die damals noch britische Kronkolonie ausgeschmuggelt werden. Westliche Diplomaten boten ihnen Asyl an, wobei Frankreich die führende Rolle spielte. Durch stillschweigende Unterstützung der britischen Verwaltung gelangten sie mit falschen Ausweisen in Flugzeugen in den Westen. Andere verbüßten jahrelange Haftstrafen und konnten anschließend ausreisen. Weiteren Studenten, die während der Proteste von den chinesischen Behörden als Teilnehmer dauerhaft registriert wurden, wurde in der Folgezeit die Möglichkeit, qualifizierte Arbeit zu finden, verwehrt.
Innerhalb der politischen Führung wurde KP-Generalsekretär Zhao Ziyang (1919–2005) von den Hardlinern für das Vorgefallene verantwortlich gemacht, seiner Ämter enthoben und bis an sein Lebensende unter Hausarrest gestellt. Damit hatte Deng die liberale Fraktion der Führung ausgeschaltet. Aber auch die Konservativen unter Li Peng konnten sich nicht damit durchsetzen, die Kommandowirtschaft wieder in den Mittelpunkt zu stellen. Deng prägte das heutige China mit einem autoritären Staat und einer relativ freien Wirtschaft.
Von dieser blutigen Niederschlagung der Opposition sollte sich die chinesische Demokratie- und Studentenbewegung in der Volksrepublik China über Jahrzehnte nicht erholen. Neben der abschreckenden Wirkung der Ereignisse vom 3. und 4. Juni 1989 sorgte dabei auch das starke wirtschaftliche Wachstum mit guten Karrierechancen für Absolventen einer Hochschulausbildung für einen Prioritätenwechsel, da die Zufriedenheit der Studenten insgesamt zunahm.

## Internationale Reaktionen und Rezeptionsgeschichte

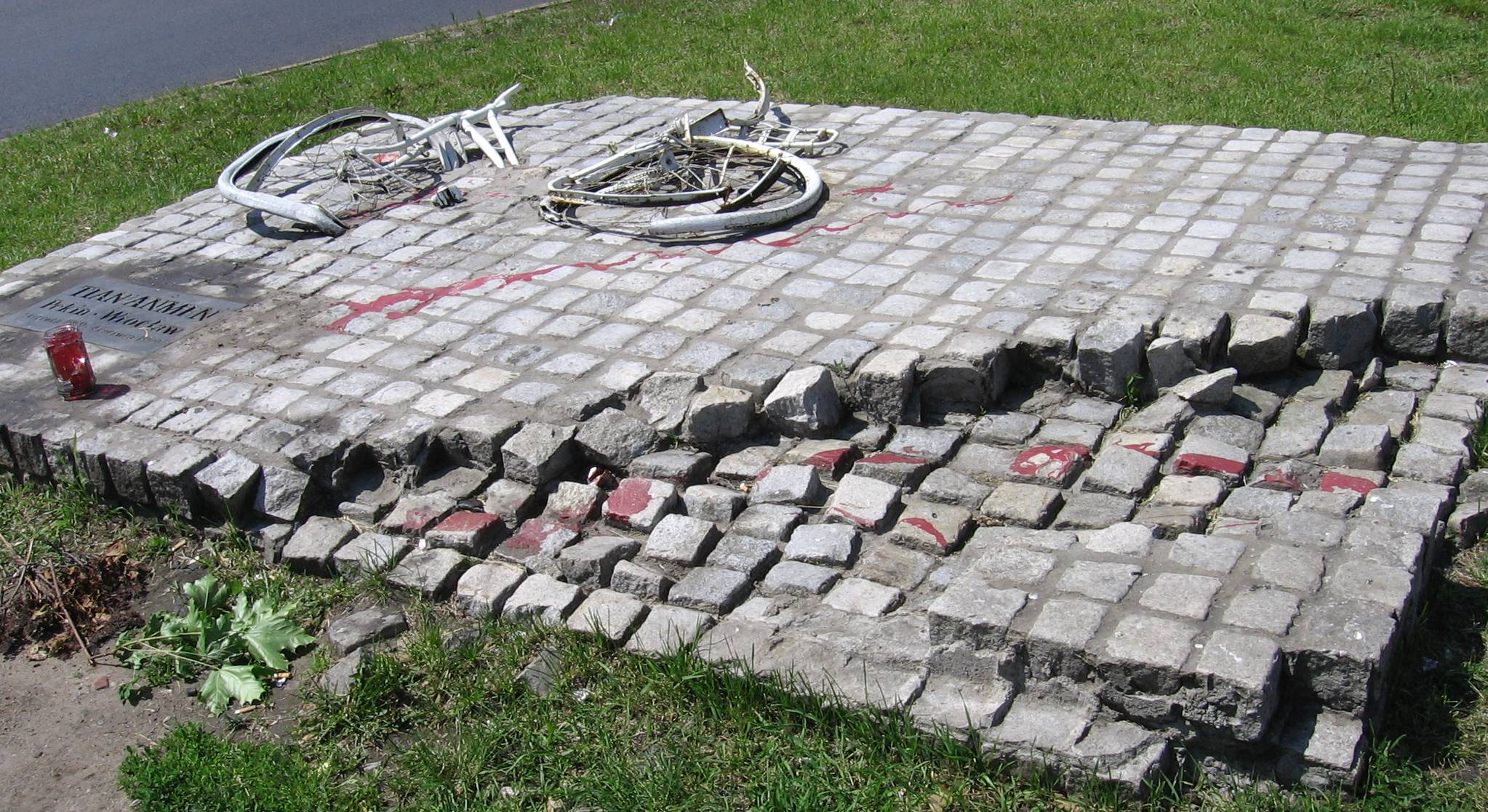
Zerstörtes Fahrrad und Panzerspur – Symbol des chinesischen Widerstands in Breslau

Die Niederschlagung der Proteste schadete dem weltöffentlichen Ansehen der Regierung Chinas. Als Reaktion auf die Stimmung der Weltöffentlichkeit wurde von der EU und den USA ein Waffenembargo gegen die Volksrepublik China verhängt, das weiterhin (Stand August 2023) in Kraft ist. Dennoch normalisierten sich die internationalen Wirtschaftskontakte im Zeitraum von ein bis zwei Jahren.
In Hongkong findet weiterhin jedes Jahr eine Gedenkveranstaltung statt (2006: 44.000 Teilnehmer; 2016: Zehntausende), über die in den Medien der Volksrepublik China allerdings nicht berichtet wird. 2020 wurde sie von den Behörden erstmals verboten, dennoch fanden sich Zehntausende zu Mahnwachen ein. Außerdem befand sich bis 2021 auf dem Campus der University of Hong Kong (HKU) ein Säule der Schande genanntes Mahnmal aus Beton, das als Reaktion auf die Ereignisse von Studenten geschaffen und in einem Umzug durch Hongkong transportiert worden war. Dieses Denkmal wurde in der Nacht zum 23. Dezember 2021 abgebaut, was durch die Universität unter anderem mit „rechtlichen Risiken“ begründet wurde. Das June 4th Museum im Hongkonger Stadtteil Mongkok, das Dokumente und Fotos zum Massaker sowie zur Demokratiebewegung in China und ihrer Verfolgung zeigte, wurde 2021 wenige Tage vor dem Jahrestag von den Behörden geschlossen.
Die Regierungen des Ostblocks in den beginnenden Systemtransformationen (siehe Revolutionen im Jahr 1989) reagierten unterschiedlich, was als Gradmesser ihrer Unterstützung des von Michail Gorbatschow angestoßenen Reformprozesses gedeutet wurde. Unterstützung fand das harte chinesische Vorgehen gegen die Proteste bei der DDR-Führung. Das Neue Deutschland kommentierte sie am 5. Juni 1989: „Konterrevolutionärer Aufruhr in China wurde durch Volksbefreiungsarmee niedergeschlagen“. Das Politbüro der SED befasste sich in seiner Sitzung am 6. Juni damit und entwarf eine Resolution für die Volkskammer, in der die DDR ihre Unterstützung für die Niederschlagung der „konterrevolutionären Unruhen“ bekanntmachte; die Erklärung wurde am 8. Juni vom SED-Abgeordneten Ernst Timm unter Beifall vorgetragen. Während eines Besuches des chinesischen Außenministers Qian Qichen in Ost-Berlin lobte der Außenminister der DDR, Oskar Fischer, die engen Beziehungen zwischen der DDR und der Volksrepublik China; DDR-Politiker wie Hans Modrow, Günter Schabowski und Egon Krenz besuchten China, um ihre Unterstützung zu dokumentieren. So äußerte sich Krenz im Juni 1989 mit den Worten, es sei „etwas getan worden, um die Ordnung wiederherzustellen“. In der Zuspitzung der Ereignisse der politischen Veränderung in der DDR tauchte zwischenzeitlich die Befürchtung auf, die Staatsführung der DDR könne sich für eine „Chinesische Lösung“ entscheiden. Viele, vor allem kirchliche Oppositionsgruppen der DDR verstanden diese Reaktion als Warnung vor einer möglichen Gewaltanwendung gegen sie. Nach Ansicht von Bürgerrechtlern wie Carlo Jordan war diese Haltung der DDR-Führung ein Auslöser für die massenhafte Fluchtwelle aus der DDR in den Westen im Spätsommer 1989, weil ein Großteil der Bevölkerung diese Reaktion als eine Abkopplung ihres Staates vom Reformprozess in Ostmitteleuropa verstand. In ihrer Sitzung am 7. Juni 1990 bedauerte die mittlerweile frei gewählte DDR-Volkskammer auf Antrag aller Fraktionen die Unterstützung der chinesischen Regierung ein Jahr zuvor und gedachte der Opfer.
Auch in Taiwan wurde 2016 an das Massaker gedacht. Tsai Ing-wen, die neue Präsidentin der Inselrepublik Taiwan, rief am 4. Juni 2016 Peking zu demokratischen Reformen für mehr „politische Rechte“ für Bürger auf.

### Heutige Haltung der chinesischen Führung
Die chinesische Führung behauptet nach wie vor, 1989 sei „durch entschlossenes Eingreifen die Stabilität des Landes gesichert“ worden. Zuletzt wurde diese Ansicht im Juni 2019 von Wei Fenghe während des Shangri-La-Dialogs in Singapur vertreten.
Der Staat versucht, eine kritische Debatte über die Ereignisse wie auch jede Erinnerung daran innerhalb Chinas zu unterbinden. So sind Inhalte über das Tian’anmen-Massaker im Internet auch Gegenstand der Zensur und Internetkontrolle in China. Chinesische Bürgerrechtler wie Li Hai, die sich heute für das Schicksal der Opfer und ihrer Hinterbliebenen interessieren, werden (Stand 2008) weiterhin vom Staat verfolgt. Der Friedensnobelpreisträger von 2010 Liu Xiaobo stellte seine Sichtweise 2006 so dar: „Seit Tiananmen befinden sich die chinesischen Politiker im Zustand der Paranoia; noch in der friedlichsten, harmlosesten politischen Gruppe sehen sie eine fundamentale Gefahr.“
Vor dem 20. Jahrestag des Massakers, 2009, weitete die chinesische Regierung die Internetzensur auf Web-2.0-Dienste wie Facebook oder Twitter massiv aus.
Die chinesische NGO Weiquanwang veröffentlichte am 5. Juni 2016, also 27 Jahre danach, dass anlässlich einer privaten Gedenkfeier sechs Menschenrechtsaktivisten, darunter auch der Dichter Liang Taiping seit Donnerstag (2. Juni) unter dem Vorwurf der Unruhestiftung staatlich festgehalten werden und ein weiterer Aktivist in Peking „verschwunden“ sei. Ein AFP-Fotograf berichtete strengere Bewachung und schärfere Passkontrollen am Platz. „In Hongkong gedachten (am 4. Juni 2016) Zehntausende Menschen der Opfer des Tiananmen-Platzes.“ Die Pekinger Führung schweigt.
Am 30. Jahrestag versuchte die chinesische Staatsführung weltweit gegen das Gedenken an die blutige Niederschlagung der Demokratiebewegung vorzugehen. In der Volksrepublik wurden im Vorfeld zahlreiche Aktivisten und Verwandte von Opfern festgenommen, unter Hausarrest gestellt oder an andere Orte im Land verbracht. Human Rights Watch berichtete, die Kontrolle von führenden Mitgliedern des Opfer-Netzwerkes „Mütter von Tiananmen“ sei seit Ende Mai 2019 verstärkt worden. Die staatliche Zensur sozialer Medien erreichte 2019 ein bis dahin nicht gekanntes Niveau an Tiefe und Präzision: Jeder Inhalt, der etwas mit dem Tian’anmen-Massaker zu tun hat, wird für Nutzer in China sofort blockiert. Der US-Kurznachrichtendienst Twitter schloss zeitweise etliche Nutzerkonten von chinesischen Demokratie-Aktivisten. Twitter, Inc. entschuldigte sich nach Bekanntwerden umgehend und gab an, es habe sich um einen Fehler bei einer Filter-Routine und nicht um eine Anweisung der chinesischen Regierung gehandelt. Auch 2021 gab die Suchmaschine Bing beschönigende Suchergebnisse aus.
Chinas Verteidigungsminister rechtfertigte das blutige Niederschlagen der Proteste auf dem Platz des Himmlischen Friedens als richtige Entscheidung. In einer seltenen Äußerung eines chinesischen Politikers zu den Vorkommnissen von damals auf dem Tian’anmen-Platz in Peking sagte Wei Fenghe am 2. Juni 2019 auf einer Sicherheitskonferenz in Singapur, die Proteste seien politische Unruhen gewesen, die die Regierung habe bezwingen müssen. „Deshalb ist China stabil.“ Er könne nicht verstehen, wieso China noch immer vorgeworfen werde, „den Vorfall nicht korrekt gehandhabt zu haben“.
Am 23. Dezember 2021 wurde in Hongkong die Skulptur „Säule der Schande“ vom Campus der University of Hong Kong entfernt und am Tag darauf die Skulptur „Göttin der Demokratie“ sowie das Tiananmen-Relief. Es zeigte unter anderem Tank Man, einen Studenten, der sich einer Kolonne von mehreren Panzern entgegenstellte. Beide Kunstwerke wurden von Chen Weiming geschaffen.

## Wirkung

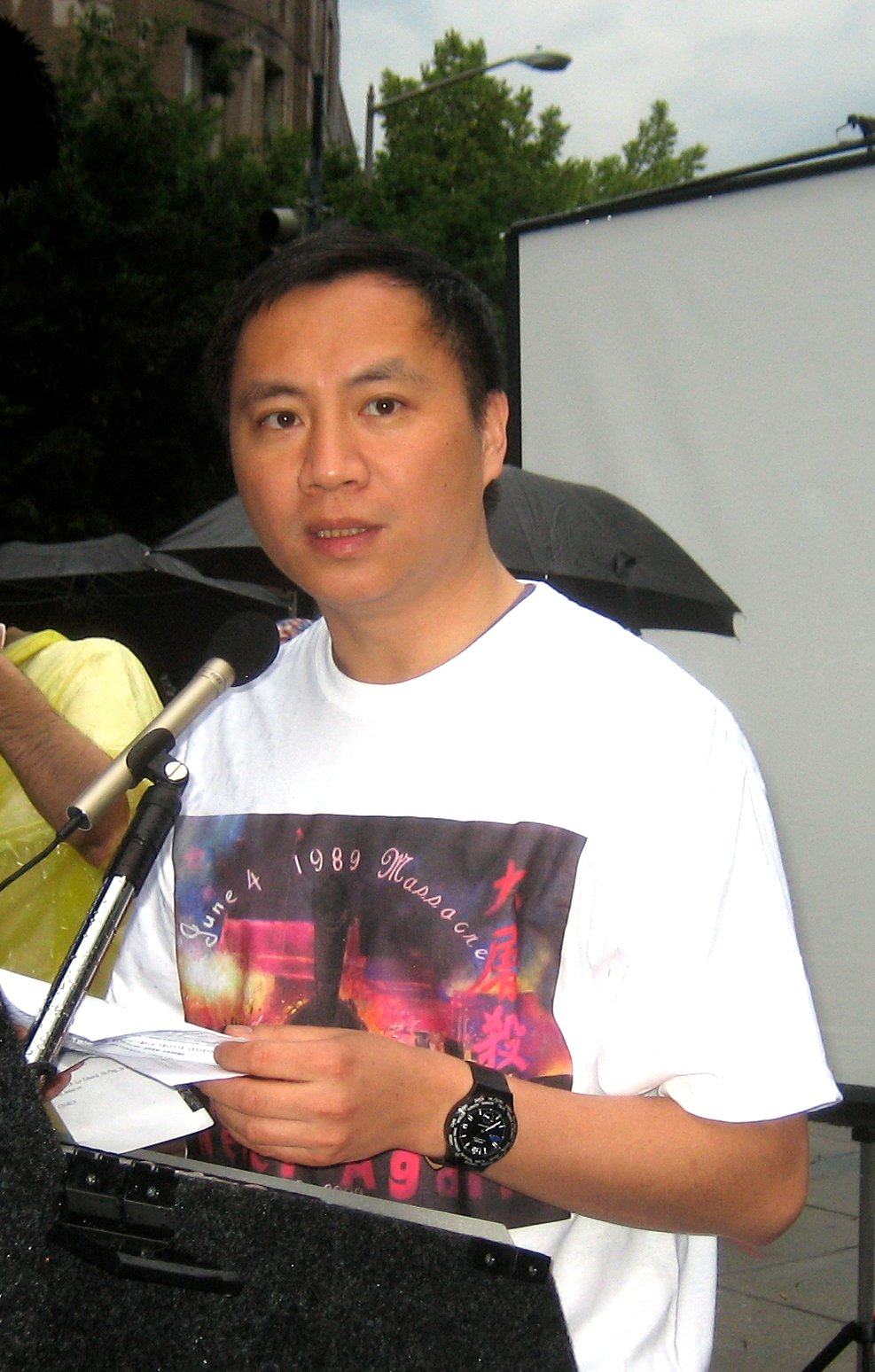
Wang Dan, 2009 in Hongkong bei der Gedenkfeier zum 20. Jahrestag

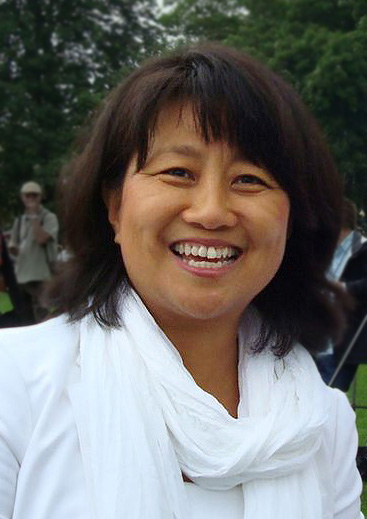
Chai Ling, 2009 in Hongkong

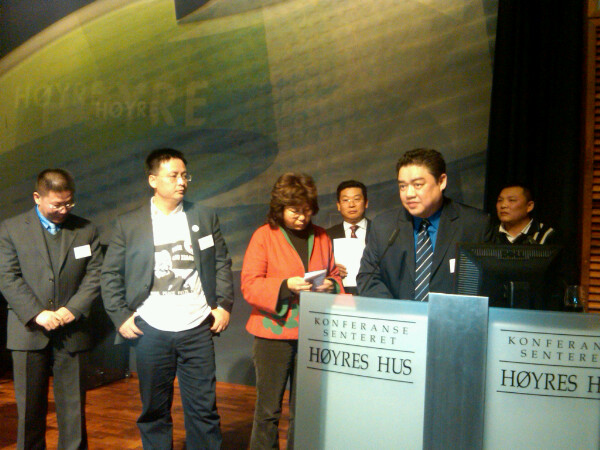
Wu’er Kaixi (als Sprecher am Podium), 2010 in Oslo

Für die Demokratie-Bewegung in China ist das Massaker eines der wichtigsten Ereignisse. Der Umgang der chinesischen Staatsführung mit der Erinnerung an die Proteste wird als Gradmesser für die Meinungsfreiheit und der Reichweite der staatlichen Repression in China gesehen. Speziell bei der Erinnerung an die Jahrestage wird die heutige Situation und der Umgang mit der nicht vorhandenen Demokratie in China thematisiert. Geflohene Aktivisten verwiesen zum 30. Jahrestag darauf, dass viele Chinesen der „Generation Tian’anmen“ im Zuge des wirtschaftlichen Aufstiegs Chinas reich geworden seien. Diese wollten sich nicht mit der Führung des Landes anlegen und würden Dissidenten auch materiell nicht mehr unterstützen.

## Interessenvertretung der Opfer durch „Tian’anmen-Mütter“
Im September 1989 schlossen sich einige Angehörige von Opfern des Massakers zu einer Interessenvertretung zusammen, die sie „Tian’anmen-Mütter“ nannten. Die Gruppe fordert seitdem von der chinesischen Regierung eine Änderung der offiziellen Position zu den Geschehnissen und versucht, die chinesische Öffentlichkeit mit unabhängigen Informationen zum „Massaker des 4. Juni“ zu versorgen. Zu den Anfangsforderungen gehörte noch die Beendigung der Verfolgung und das Recht der Angehörigen, öffentlich um ihre Opfer trauern zu dürfen. Seit 1995 forderte die Gruppe nicht mehr nur eine öffentliche Untersuchung, sondern zusätzlich die Entschädigung der Hinterbliebenen und die Bestrafung der Verantwortlichen. Seit 1999 liegt der Schwerpunkt der Forderungen auf einem Dialog mit der Regierung, der jedoch bisher abgelehnt wurde. Inzwischen gehören den Tian’anmen-Müttern Angehörige aus über 150 Opfer-Familien an. Die Gründerin und Anführerin der Gruppe, Ding Zilin, gehört heute zu den prominentesten Menschenrechts-Aktivisten Chinas und wurde von der Regierung mehrfach mit Hausarrest belegt. Im Mai 2011 berichtete die Gruppe über erstmals angebotene, geheime Entschädigungszahlungen seitens der Behörden an einzelne Familien, die jedoch unter Hinweis auf ein notwendiges offizielles Verfahren abgelehnt worden seien.

## Berichte über ein Massaker auf dem Platz
Die Beschreibung eines Massakers an den Studenten auf dem Tian’anmen-Platz stammt von Berichten weniger westlicher Journalisten. Sie wurden vielfach in den Medien wiedergegeben, sodass sie in das kollektive Gedächtnis aufgenommen wurde. Das TV-Team von CBS waren die letzten US-Journalisten auf dem Platz. Ihr Korrespondent Roth beendete eine Überspielung vom Platz in die Zentrale mit einem Kameraschwenk in den dunklen Himmel und den Sätzen aus dem Off: „Soldaten haben [den Kameramann] und mich gesehen und schleppen uns wütend weg. Und einen Moment später beginnt es: Gewaltige Feuerstöße aus automatischen Waffen, heftiges Gewehrfeuer für eineinhalb Minuten, das so lange dauert wie ein Albtraum. Und wir sehen nichts mehr.“ Dieselben Gewehrschüsse berichtet der vielfach preisgekrönte BBC-Reporter John Simpson aus einem der oberen Stockwerke des Peking Hotels. „Wir filmten als um 4 Uhr morgens die Lichter auf [dem Platz] abgeschaltet wurden. 40 Minuten später wurden sie wieder eingeschaltet und die Truppen und Panzer rückten vor auf das Denkmal, zunächst in die Luft schießend und dann, wieder, direkt auf die Studenten, so dass die Stufen des Denkmals und die heroischen Reliefs an seinen Seiten mit Kugeln zerschmettert wurden.“ Das Hotel ist allerdings rund 800 m vom Platz entfernt und das Denkmal sowie die Hälfte des Platzes sind vom Hotel nicht einsehbar. Die Gewehrschüsse waren nicht auf die Studenten gerichtet. Sie trafen die Lautsprecher, mit denen sich die Protestbewegung in den letzten Wochen an die Menge auf dem Platz gewendet hatte.
Ein spanisches Fernsehteam von Radiotelevisión Española, ein Filmemacher aus Hongkong und ein Beobachter der Organisation Asia Watch, Robin Munro, waren die ganze Nacht auf dem Platz, unter den letzten Studenten. Mit ihnen zogen sie am frühen Morgen um kurz vor 5 Uhr unbehelligt nach Süden ab. Jahre später stellte der CBS-Korrespondent Roth klar: Es gab kein Massaker auf dem Tian’anmen-Platz selbst, es steht aber außer Frage, dass in dieser Nacht viele Menschen durch die Armee getötet wurden, rund um den Tian’anmen-Platz und auf dem Weg dorthin – größtenteils im westlichen Teil Pekings.

## Dokumentarfilme und Hörfunk-Features
- Tiananmen Untertitel: 20 Jahre nach dem Massaker – die Opfer erzählen (Thomas Weidenbach und Shi Ming, 52 Minuten, 2009),[64] ausgezeichnet mit dem Adolf-Grimme-Preis 2010 für Thomas Weidenbach und Shi Ming in der Kategorie Information und Kultur[65] und dem Robert-Geisendörfer-Preis 2010 der evangelischen Kirche in Deutschland[66]
- Verschollene Filmschätze: 1989. Das Massaker auf dem Platz des Himmlischen Friedens, arte[67]
- The Gate of Heavenly Peace (Richard Gordon und Carma Hinton, 189 Minuten, 1995, englisch, mandarin)[68]
- The Tank Man (Antony Thomas, 84 Minuten, 2004, englisch)[69]
- Operation Yellow Bird. Die Geheimdienste und der Tian’anmen-Aufstand (Sophie Lepault, 60 Minuten, Frankreich, 2016, orig. französisch; Deutsche Bearbeitung durch Spiegel Online, ausgestrahlt auf ZDFinfo).[70]
- Chinas großes Tabu – 25 Jahre nach dem Massaker von Tiananmen (Christine Adelhardt, 29 Minuten, ARD Peking, Weltspiegel, 7. Juni 2015)[71]
- 1989, Platz des Himmlischen Friedens (Ian MacMillan und Audrey Maurion, Frankreich und USA, 2019, arte). Zweiteiler, Volk versus Partei[72] (57 Minuten) und Partei versus Volk[73] (56 Minuten).[74]
- Tiananmen-Massaker in China: Erinnern ist tabu, auch nach 30 Jahren (Axel Dorloff und Steffen Wurzel, 2019, Deutschlandfunk Kultur)[75] (25 Minuten)

## Musik
- Die Gruppe Marillion arbeitete 1989 in ihrem Album „Seasons End“ die Ereignisse auf dem Tian’anmen-Platz auf. Im Lied „King of Sunset Town“ heißt es unter anderem „And everyone assembled here / Remembers how it used to be / Before the 27th came / This place will never be the same“ als Anspielung darauf, dass die 27. Armee diejenige war, die den Platz räumte.[76]
- Roger Waters veröffentlichte 1992 auf seinem Konzeptalbum Amused to Death das Lied „Watching TV“, in welchem der Einfluss der Massenmedien aufgearbeitet wurde. In dem Lied heißt es unter anderem „She’s everybody’s sister / She’s symbolic of our failure / She’s the one in fifty million / Who can help us to be free / Because she died on TV / And I grieve for my sister“[77]
- The-Cure-Sänger Robert Smith widmete am Abend des 4. Juni 1989 beim Auftritt im Palaeur in Rom den letzten Song „Faith“ den Opfern des Massakers. Die Tian’anmen-Version endete in einem deutlichen Hinweis Smiths auf die Verantwortlichen des Massakers.
- In dem Song „Hypnotize“ der Band System of a Down ist in den ersten Zeilen ebenfalls eine Anspielung auf die Proteste enthalten („Why don’t you ask the kids at Tian’anmen square; was fashion the reason why they were there; they disguise it hypnotize it television made you buy it“).
- Auf dem Album Flyin’ The Flannel der amerikanischen Alternative-Rock-Band fIREHOSE findet sich der Song „Tien An Men Dream Again“.
- Mehrere italienische Bands spielten in der Nacht vom 13. zum 14. August 1989 auf dem Platz vor der Kirche Santa Maria Annunziata in Florenz ein Solidaritätskonzert für die chinesischen Demonstranten, darunter die Rock-Band Litfiba und die Punk-Band CCCP Fedeli alla linea. Beide Bands veröffentlichten später auch Songs, die sich auf die Ereignisse bezogen: Litfiba den Song „Il vento“ auf dem Album Pirata, CCCP das Stück „Tien An Men“ (eine Neubearbeitung eines älteren Stücks mit dem Titel „Hong Kong“) auf der LP Live In Punkow.
- Billy Joel zählt das Massaker bzw. dessen Folgen in seinem Lied We Didn’t Start the Fire ebenfalls auf (als "China’s Under Martial Law").